# Wassili Alexejewitsch Watagin

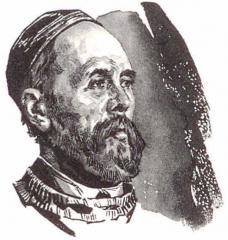
Wassili Alexejewitsch Watagin

Wassili Alexejewitsch Watagin (russisch Василий Алексеевич Ватагин; * 20. Dezember 1883jul. / 1. Januar 1884greg. in Moskau; † 30. Mai 1969 ebenda) war ein russisch-sowjetischer Tiermaler, Bildhauer und Hochschullehrer.

## Leben
Watagin, Sohn eines Gymnasiallehrers, lernte ab 1898 im Atelier des Moskauer Malers Nikolai Martynow. 1902–1907 studierte Watagin an der Kaiserlichen Universität Moskau in der Naturkundlichen Abteilung der Physikalisch-Mathematischen Fakultät und spezialisierte sich auf Zoologie. Während des Studiums arbeitete er 1904–1906 im Kunstatelier Konstantin Juons. Die Bildhauerei erlernte er bei Wladimir Domogazki.
Noch als Student begann Watagin auf Einladung des Direktors des Zoologischen Museums der Universität Michail Menzbier die Säle des neuen Gebäudes des Museums zu gestalten und fertigte Tabellen und Zeichnungen an. Für Menzbiers Zoogeographischen Atlas (erschienen 1912) schuf er 1907–1908 eine Reihe von Tier-Aquarellen im Moskauer Zoo und in zoologischen Gärten und Museen in Frankreich, Großbritannien, Deutschland, den Niederlanden und  Belgien.
Ab 1908 arbeitete Watagin als selbständiger Künstler mit Holz, Stein, Fayence, Knochen u. a. Er besuchte die alten russischen Städte, den Kaukasus, den russischen Norden, Indien und Zentralasien. In Berlin erlernte er bei Carl Friedrich Kappstein die Lithografie-Technik und veröffentlichte dann Alben mit eigenen Zeichnungen. Er war Mitglied der Moskauer Genossenschaft der Künstler (ab 1911) und der Gesellschaft der Russischen Bildhauer. Seine erste persönliche Kunstausstellung fand 1909 in Moskau statt. 1913–1914 schuf er 180 Aquarelle und Tuschezeichnungen über seine Zeit in Indien und Ceylon. Daraus resultierten die Autolithografie-Serien Indien (1919) und Ceylon (1922). Der Biologe Kliment Timirjasew schätzte Watagins Tier-Bilder sehr.
Watagin war mit dem Biologen Alexander Erich Kohts befreundet, der 1907 in Moskau an die Höheren Kurse für Frauen berufen worden war und begonnen hatte, ein Darwinismus-Museum aufzubauen. Als das Museum 1910 mit Kohts als Direktor eröffnet wurde, spielte Watagin eine wichtige Rolle bei der Gestaltung und Ausstattung der Ausstellungsräume. Dank seiner Tätigkeit wurde das Museum die Moskauer Schule der Tiermalerei.
Nach der Indienreise hatte sich Watagin in Tarussa ein Haus nach seinem eigenen Entwurf gebaut. Im Herbst 1913 heiratete Watagin die zweite Tochter der Künstlerin Antonina Rschewskaja Antonina Nikolajewna. Ab 1915 kam die Schwiegermutter jeden Sommer in Watagins Haus in Tarussa, das sie malte.
Nach der Oktoberrevolution lehrte Watagin ab 1919 in Moskau an den aus der Stroganow-Kunst-Gewerbe-Schule entstandenen Ersten Staatlichen Freien Kunstwerkstätten zunächst am Lehrstuhl für Bildhauerei und dann am Lehrstuhl für Lithografie. Die Freien Kunstwerkstätten wurden dann die WChUTEMAS. Am Ende der 1920er Jahre reiste Watagin nach Fernost und studierte am Amur die Tierwelt und die indigenen Völker, insbesondere die Udehe. Seine Bilder dieser Reise sind im Fernost-Kunstmuseum in Chabarowsk zu sehen. 1932 gestaltete Watagin den Haupteingang des Moskauer Zoos, der 1964 abgebaut wurde.

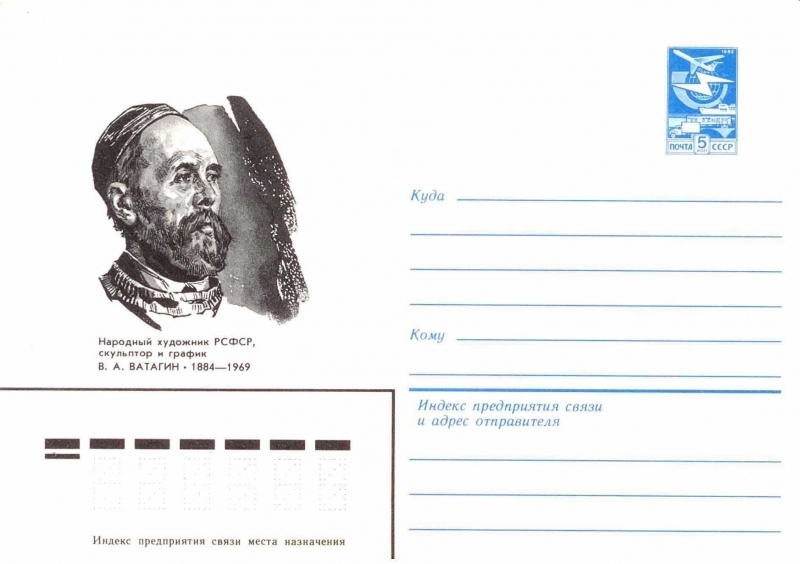
Watagins Porträt auf dem Briefumschlag der Post der UdSSR (1983)

Eine große Sammlung der Skulpturen Watagins befindet sich in der Tretjakow-Galerie. Auch im Russischen Museum, im belarussischen Nationalmuseum für Geschichte und Kultur in Minsk, in der Lemberger Kunstgalerie, im Litauischen Kunstmuseum in Wilna und anderen Museen gibt es Werke Watagins.
Als Illustrator gestaltete Watagin viele Bücher mit Werken von Rudyard Kipling, Jack London, Lew Tolstoi und Ernest Thompson Seton. Auch illustrierte er sein eigenes Buch mit den Notizen eines Tiermalers (1957).
Schüler Watagins waren Dmitri Gorlow, Georgi Nikolski, Wladimir Smirin, Wadim Trofimow und der Erzpriester Alexander Men. Der Tier-Bildhauer Andrei Walerianowitsch Marz schätzte Watagins Tier-Skulpturen. Der Volkskommissar für Bildung der RSFSR Anatoli Lunatscharski war von Watagins Tier-Skulpturen beeindruckt gewesen.
Von 1963 bis 1969 lehrte Watagin an der (wiedererstandenen) Stroganow-Kunst-Gewerbe-Schule in der Keramik-Fakultät. 1965 wurde er zum Professor ernannt.
Watagin hatte mit seiner Frau Antonina zwei Töchter. Die ältere Tochter Irina Watagina (1924–2007) war Ikonenmalerin und Restauratorin. Ihr Sohn Nikolai Watagin (* 1959) ist Bildhauer und Maler. Nach dem Tod seiner Frau Antonina heiratete Watagin deren ältere Schwester Jelena.
Watagin starb am 30. Mai 1969 in Moskau und wurde in Tarussa begraben. Anlässlich seines 125. Geburtstags veranstalteten das Darwinismus-Museum und die Tretjakow-Galerie eine Ausstellung mit 150 seiner Werke.

## Ehrungen, Preise
- Stalinpreis III. Klasse (1952) für Tierskulpturen
- Volkskunstschaffender der RSFSR (1964)
- Repin-Staatspreis der RSFSR (1968) für eine Tierskulptur-Serie

## Werke (Auswahl)

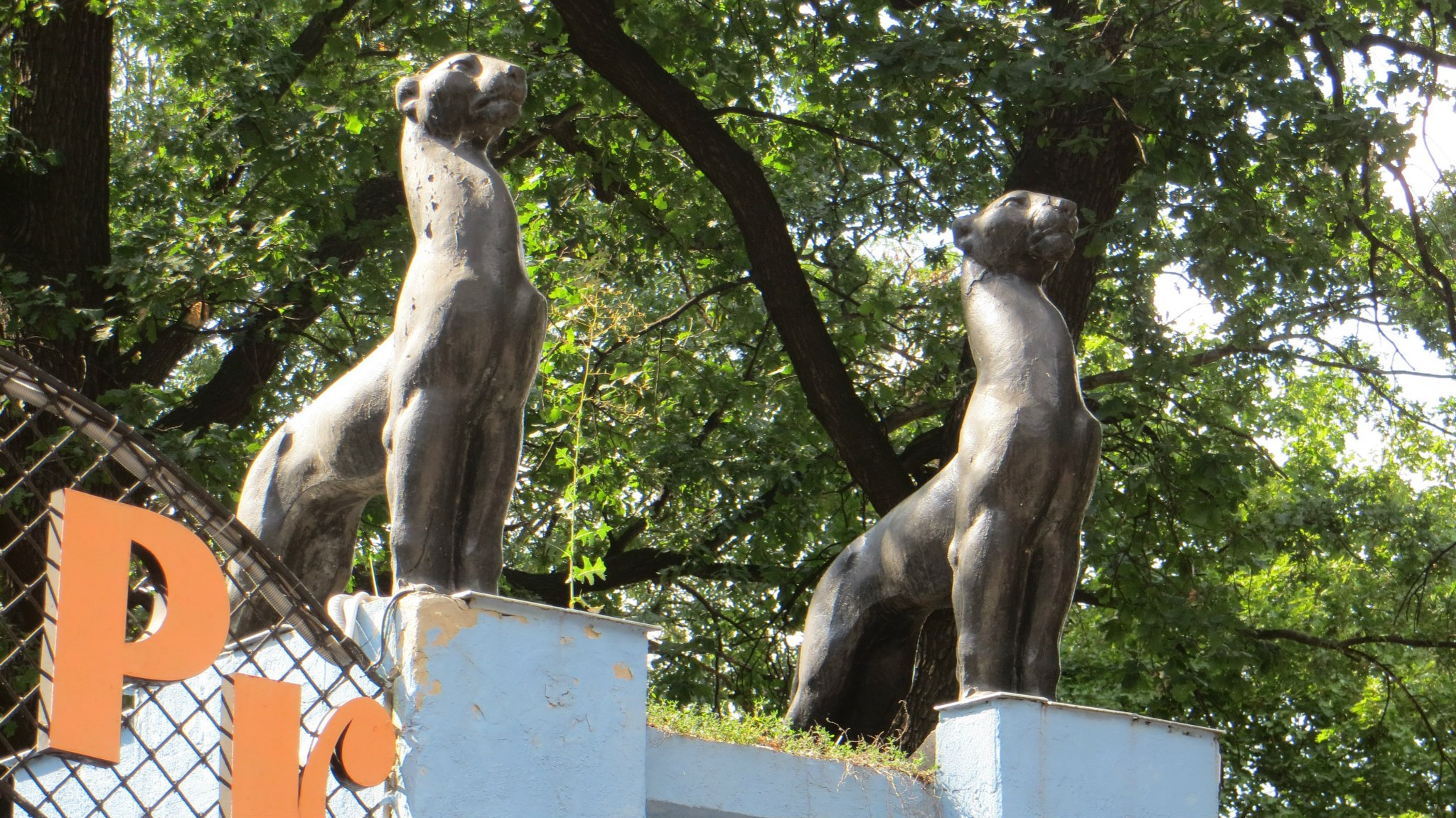
Panther (1932), Charkower Zoo
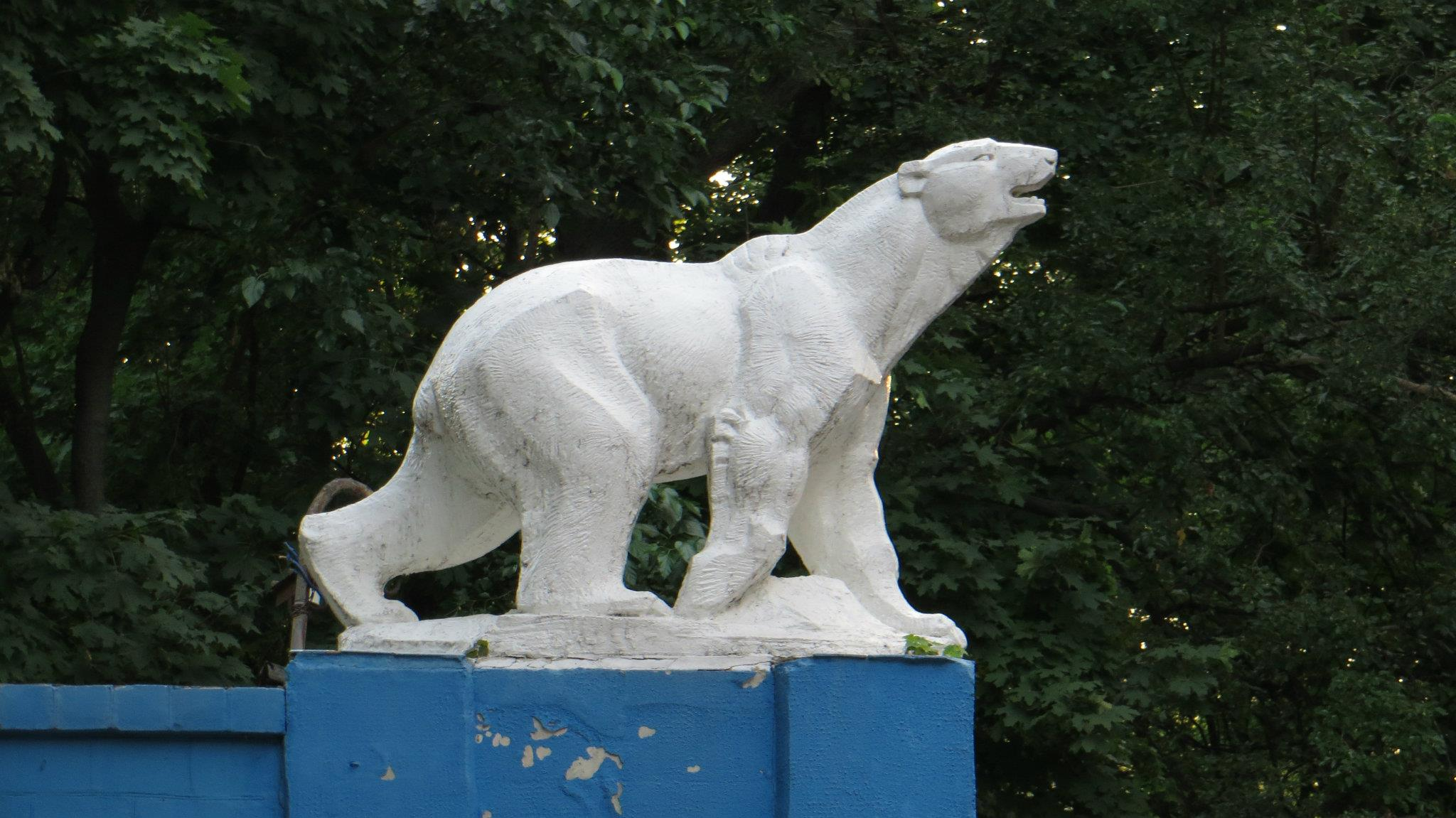
Eisbär (1932), Charkower Zoo